# 전병관 (축구 선수)
전병관(全炳關, 2002년 11월 10일 ~ )은 대한민국의 축구 선수로, 포지션은 왼쪽 윙어, 공격형 미드필더, 오른쪽 윙어이며 현재 전북 현대 모터스에서 김천 상무로 군 복무 중이다.